# Divya Das
Divya Das (født 17. maj 1978 i Hørsholm), med det borgerlige navn Divya Das Andersen, er en dansk tv-vært og tidligere tv-meteorolog.
Divya Das er uddannet geograf fra Københavns Universitet i efteråret 2003 og sluttede uddannelsen af med at skrive sit universitets-speciale om "Dansk Landbrug i 2010 – en kvantitativ fremskrivning og kvalitativ vurdering" som hun fik karakteren 11 for.
Efter universitetet var hun i to måneder ansat på Fødevareøkonomisk Institut som akademisk medarbejder.
Divya Das blev i december 2003 ansat hos DR som tv-meteorolog sammen med Jens Christiansen i et vejr-team der udover de to bestod af Søren Jacobsen og Jesper Theilgaard.
Hun skulle primært stå for vejrudsigten i TV-avisen om morgenen.
Divya Das skiftede i 2006 job til nyhedsvært på TV 2's 24-timers nyhedskanal, TV 2 NEWS.
I 2009 afløste hun Johannes Langkilde i tre måneder som TV 2-nyhedsvært på Nyhederne 22:00.
Hendes arbejde ved Nyhederne blev i 2016 belønnet med Billed-Bladets pris for Årets Kvindelige Nyhedsvært.
Divya Das udgav kogebogen Vores indiske køkken sammen med politikeren Manu Sareen i 2008.
I oktober 2020 udgav hun med Kim Bildsøe Lassen som medforfatter bogen Briterne og brexit: En frontberetning.
Das har indisk baggrund. Hendes forældre kom til Danmark efter at hendes far, der er ingeniør og byplanlægger, fik et stipendium til Kunstakademiets Arkitektskole i København.
Divya Das er født i Hørsholm og vokset op i Birkerød.
Hun er blevet portrætteret i flere sammenhænge, såsom Magisterbladet
og Kristeligt Dagblad.